# Заимка (муниципальный округ Сухой Лог)
Заимка — деревня в городском округе Сухой Лог Свердловской области России.

## География
Деревня Заимка расположена в 10 километрах (по автодороге в 14 километрах) к юго-востоку от города Сухого Лога, на правом берегу реки Кунары (правого притока реки Пышмы, в устье её правого притока — реки Потроховки. В деревне имеется пруд.

## История
Деревня основана в конце XVII века. В XIX веке был развит кожевенный промысел.

## Население
| 2002 | 2010 |
| ---- | ---- |
| 242  | ↘228 |